# Ed French
Edward „Ed“ French (* 17. April 1951 in Boston, Massachusetts) ist ein US-amerikanischer Maskenbildner und Spezialeffektkünstler.

## Leben
French begann seine Karriere im Filmstab 1985 beim B-Movie-Slasher-Film Nightmare von Regisseur Romano Scavolini. Es folgten eine Reihe weiterer Horrorfilme wie Amityville II – Der Besessene und Creepshow 2. 1992 war French für Nicholas Meyers Science-Fiction-Film Star Trek VI: Das unentdeckte Land zusammen mit Michael Mills und Richard Snell für den Oscar in der Kategorie Bestes Make-up und beste Frisuren nominiert, die Auszeichnung ging in diesem Jahr jedoch an James Camerons Terminator 2 – Tag der Abrechnung. French arbeitete im Laufe seiner Karriere unter renommierten Regisseuren wie James Cameron, Clint Eastwood, Brian De Palma und William Friedkin.
French war neben seinen Filmengagements auch für das Fernsehen tätig, darunter die Serien MADtv, Monk und 2 Broke Girls. Für sein Wirken war er zwischen 1991 und 2017 acht Mal für einen Primetime Emmy nominiert. Zwei Mal konnte er die Auszeichnung gewinnen, 2007 für eine Folge von Dr. House, sowie 2017 für eine Folge von Westworld.

## Filmografie (Auswahl)
- 1982: Amityville II – Der Besessene (Amityville II: The Posession)
- 1987: Creepshow 2
- 1991: F/X 2 – Die tödliche Illusion (F/X2)
- 1991: Star Trek VI: Das unentdeckte Land (Star Trek VI: The Undiscovered Country)
- 1996: Hellraiser IV – Bloodline
- 2006: Black Dahlia
- 2008: Operation Walküre – Das Stauffenberg-Attentat (Valkyrie)
- 2009: Der Kaufhaus Cop (Paul Blart: Mall Cop)
- 2009: Terminator: Die Erlösung (Terminator Salvation)
- 2014: American Sniper
- 2021: Space Jam: A New Legacy
- 2023: Dungeons & Dragons: Ehre unter Dieben (Dungeons & Dragons: Honor Among Thieves)

## Auszeichnungen (Auswahl)
- 1992: Oscar-Nominierung in der Kategorie Bestes Make-up und beste Frisuren für Star Trek VI: Das unentdeckte Land